# Canción mixteca

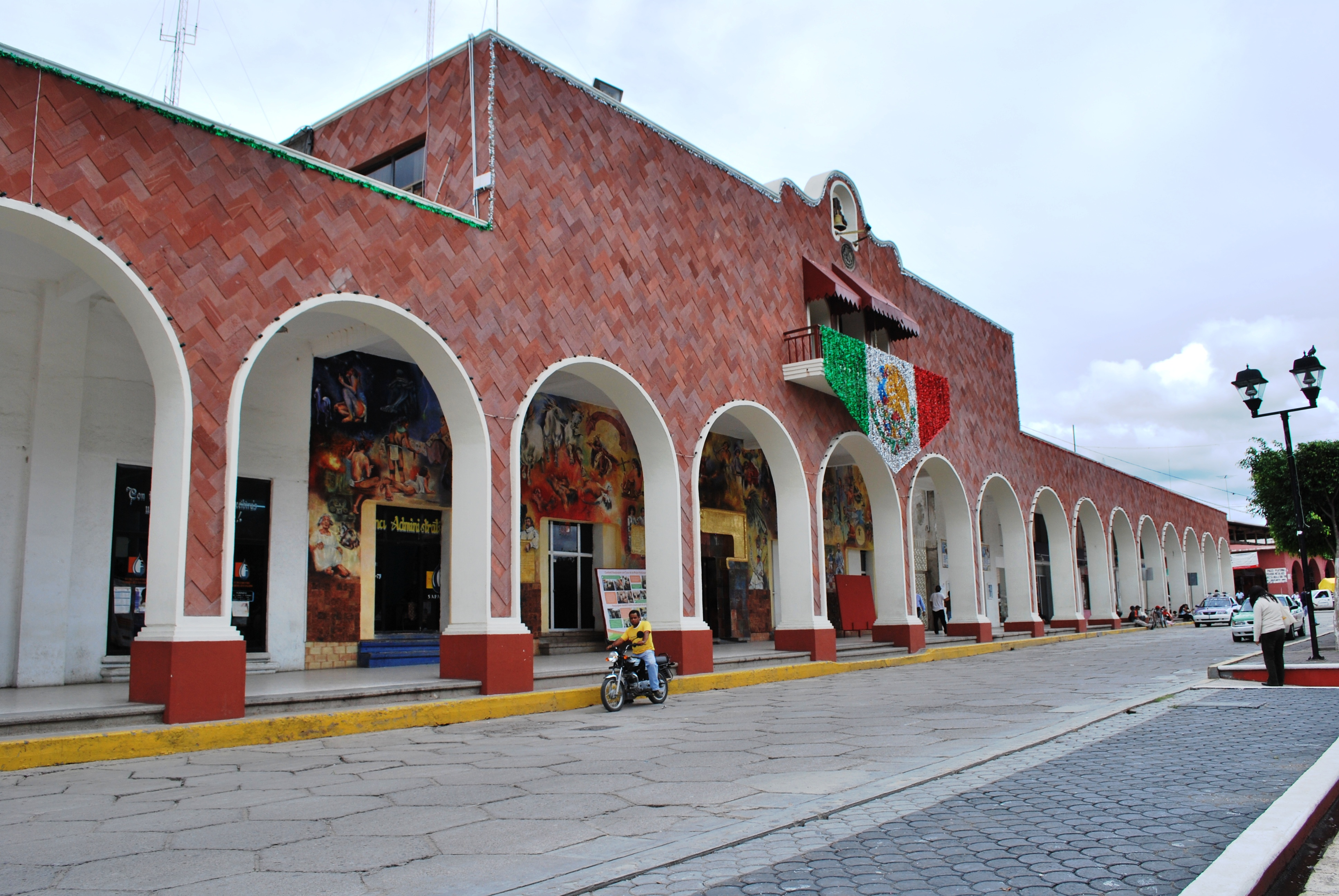
La Canción mixteca es el himno de facto de Huajuapan de León, en el estado de Oaxaca, en México.

La «Canción mixteca» fue escrita entre 1912 (música) y 1915 (letra) por el compositor oaxaqueño José López Alavez. Le ha dado un gran prestigio a nivel nacional al estado de Oaxaca, específicamente a la mixteca oaxaqueña. La canción ganó el concurso de la primera canción mexicana en el año de 2018.
En sus letras, se refleja la nostalgia de partir y dejar el lugar de origen, como resultado del fenómeno de migración, del cual el autor fue parte, al igual que muchos miles de mixtecos del pasado y del presente.[cita requerida]
La Canción mixteca se compuso bajo la arboleda de la Alameda Hidalgo de la ciudad de Querétaro, donde López Alavés recordaba con tristeza a su entrañable "Tierra del Sol" (el sobrenombre de la Mixteca).
En 1918, la Canción mixteca triunfó en el Primer Concurso de Canciones Mexicanas, convocado por el periódico El Universal; también en 1918, en el Festival de la Música Mexicana efectuado en la Alameda Central de la Ciudad de México, se presentó al público al compositor huajuapeño como triunfador del Primer Concurso de Canciones Mexicanas.
Se ha utilizado como introducción para la ejecución del Jarabe mixteco, y últimamente, a raíz del fenómeno de rescate cultural de la Mixteca (promovido por la propia ciudadanía), se emplea para eventos oficiales y de gran magnitud, dado que el Jarabe mixteco y la Canción mixteca representan el patrimonio cultural de La Mixteca.

## Versión de Ry Cooder
Una versión grabada por Ry Cooder se usó para la película Paris, Texas, de Wim Wenders. Allí, acompaña la escena en la que la canción es interpretada por Harry Dean Stanton, cuando se proyecta una película de 8 mm para hacerle recordar su vida a Travis. También se usa para los créditos.

## Himno mixteco
Fue elevada a la categoría de himno mixteco en el municipio de Huajuapan, por iniciativa del regidor Elías Torres Ramírez, como homenaje post mortem a José López Alavés, según Decreto municipal dictado por el Honorable Ayuntamiento, en su sesión ordinaria del 20 de abril de 1998. El decreto apareció publicado en el Periódico Oficial del estado de Oaxaca el 6 de junio del mismo año.[cita requerida]

## Letra
La instrumentación de la Canción mixteca la llevan a cabo bandas municipales, compuestas básicamente por instrumentos de viento y de metal. La letra es la siguiente:
¡Qué lejos estoy del suelo donde he nacido!
Intensa nostalgia invade mi pensamiento;
Y al verme tan solo y triste cual hoja al viento,
Quisiera llorar, quisiera morir de sentimiento.
¡Oh, Tierra del Sol, suspiro por verte!,
Ahora que lejos yo vivo sin luz, sin amor;
Y al verme tan solo y triste cual hoja al viento,
Quisiera llorar, quisiera morir de sentimiento.
(Se repiten ambas estrofas tres veces.)